# Kaksi!
Kaksi! är den svenska folkmusikgruppen Hedningarnas andra studioalbum, utgivet 1992 på skivbolaget Silence Records. Skivan har även getts ut i USA av skivbolaget Northside med en bonuslåt.

## Låtlista
Där inte annat anges är låtarna traditionella.
1. "Juopolle joutunut" - 3:30 	(Hamnat på fyllan)
2. "Kruspolska" - 3:20
3. "Vottikaalina" - 2:16
4. "Chicago" - 2:55 (Anders Norudde)
5. "Viktorin" - 2:37
6. "Aivoton" - 3:34 	(Utan hjärna)
7. "Ful-valsen" - 3:26
8. "Pål Karl" - 3:54
9. "Kaivonkansi" - 2:26 	(Brunnslocket)
10. "Skamgreppet" - 2:54
11. "Grodan / Widergrenen" - 4:52
12. "Omas Ludvig" - 3:00
13. "Kings Selma" - 4:19
14. "Kanalaulu" - 3:06 (bonuslåt) (Hönslåt)

## Mottagande
Allmusic gav skivan 4,5/5 i betyg.

### Fotnoter
1. 1 2  ”Kaksi!”. Discogs.com. http://www.discogs.com/Hedningarna-Kaksi/release/1328189. Läst 17 juni 2012.
2. ↑  Huey, Steve. ”Kaksi!”. Allmusic.com. http://www.allmusic.com/album/kaksi-mw0000035656. Läst 17 juni 2012.